# Helina fulvocalyptrata
Helina fulvocalyptrata är en tvåvingeart som beskrevs av Malloch 1934. Helina fulvocalyptrata ingår i släktet Helina och familjen husflugor. Inga underarter finns listade i Catalogue of Life.